# 킴 카라스
킴벌리 카라스(영어: Kimberly Karath, 1958년 8월 4일 ~ )는 미국의 배우이다.

## 영화
- 털보 가족 (1966년)
- 사운드 오브 뮤직 (1965년)
- 스릴 오브 잇 올 (1963년)